# ウクメルゲ
ウクメルゲ（リトアニア語: Ukmergė、 発音、旧名称: ヴィルクメルゲ (Vilkmergė)）は、リトアニアの都市。首都のヴィリニュスから北西に 78 km（48マイル）に位置する。人口は約27,000人（2009年現在）。

## 都市の名称
ウクメルゲは元々「ヴィルクメルゲ」（リトアニア語: Vilkmergė）と呼ばれていたが、これはヴィルクメルゲレ川（リトアニア語: Vilkmergėlė）に由来する。一般には、これが「オオカミ」を表す「ヴィルカス」 (vilkas) と「娘」を表す「メルガ」 (merga) を組み合わせたもので、「雌オオカミ」という意味であると考えられている。また、「水に浸す」という意味の動詞「メルグ（〜）」(merg-) にも由来すると考えられる。地元の伝説によれば、ヴィルクメルゲはオオカミに育てられた娘で、動物と人間の境界を越えた存在であるとされる。対照的に「ウクメルゲ」の民間語源は、リトアニア語で「ウーキス」(ūkis) は「農園」を意味することから、「農園の娘」である。
他方で、アウリマス・マルケヴィチュス (Aurimas Markevičius) は、川の名前はかつては「ヴィルカミルゲ (Vilkamirgė)」であったと指摘している。「ミルゲ (-mirgė)」は「きらきら光る」という意味の mirgėti に由来し、すなわち「きらきら光る狼の川」という意味で用いられていたという。彼はまた、現市名のウクメルゲはヴィルクメルゲのうち -il- が脱落して v が u に置き換わったものと考えている。言語学者のジグマス・ジンケヴィチュス (Zigmas Zinkevičius) も、この主張が妥当であるとの認識を示している。
旧市名の「ヴィルクメルゲ」は現在、地元のサッカークラブの名称に用いられており（ヴィルクメルゲ・ウクメルゲ）、またヴィルクメルゲ・ビールという酒も販売されている。

## 歴史

### 街の創設と発展

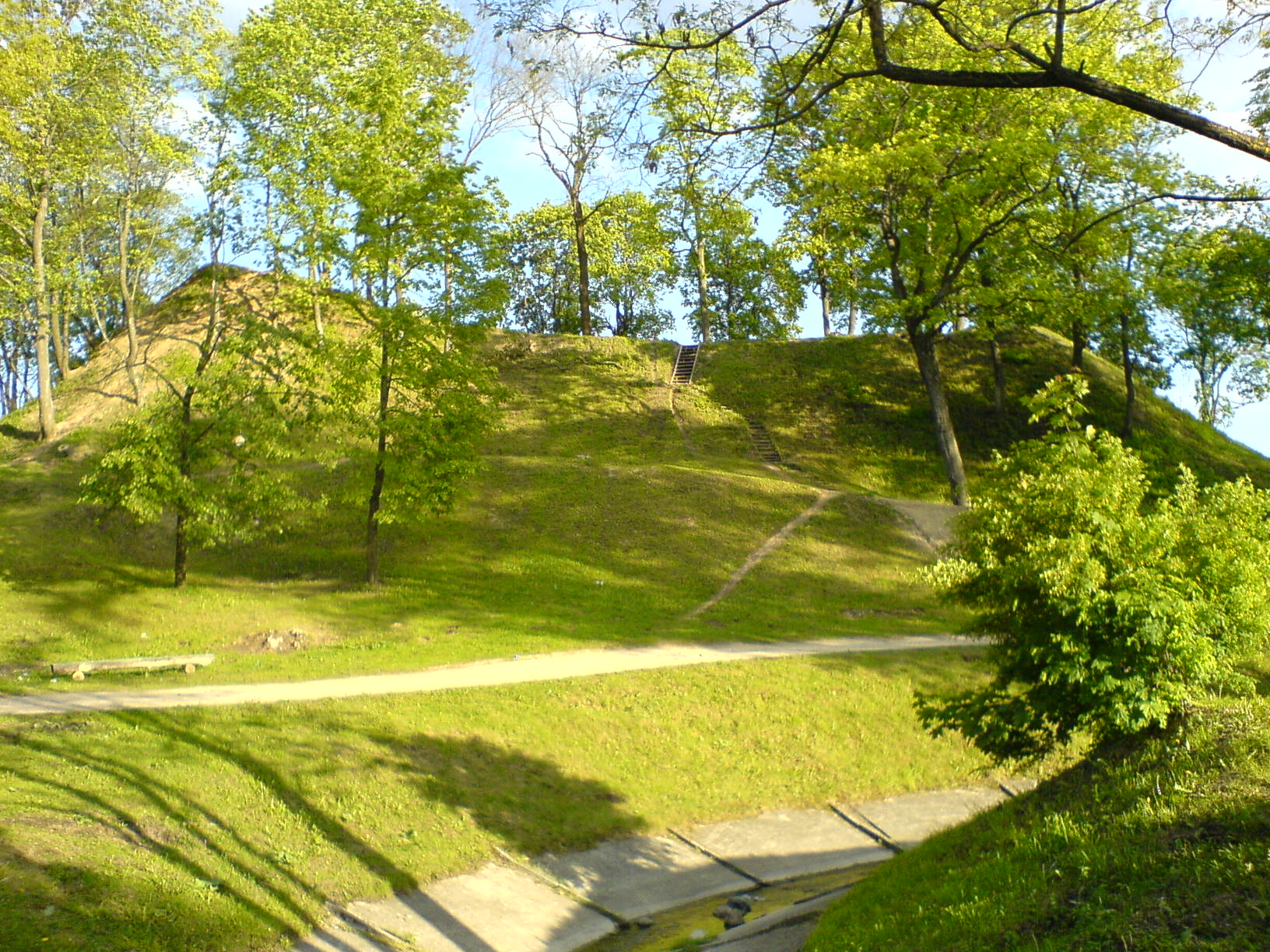
ウクメルゲ旧市街地にあるヒルフォート

ウクメルゲの名は、1333年の文献に初めて登場する。それは主に、ヴィルクメルゲ川とシュヴェントイ川 (Šventoji) の合流地点近くの丘の上に作られた木製の要塞として描かれている。ウクメルゲは、1333年、1365年、1378年、1386年、そして1391年にはリトアニアが既にキリスト教化していたにもかかわらず、ドイツ騎士団やリヴォニア騎士団から攻撃を受けている。1391年の攻撃ではウクメルゲは街全体が焼失したため、一から再建することとなった。
1386年にリトアニアがキリスト教を受容すると、この地域にもキリスト教が到来するようになる。翌年の1387年には最初のカトリック教会が建てられた。これはリトアニア全体でも初期に作られたカトリック教会の一つである。1435年のシュヴェントイの戦いの後、マクデブルク法によりウクメルゲは都市の権利を与えられたとされているが、いくつかの文献によれば1486年から都市として述べられるようになった。そしてポーランド王でリトアニア大公のジグムント1世がこれを認めている。
1655年、スウェーデン軍とロシア帝国軍が街を荒らしたが、この絶え間ない戦争の結果ウクメルゲの発展は阻害されることとなった。1711年から1712年にかけては腺ペストが街で猛威を奮った。1792年には現在の市章が制定されている。

### 18〜19世紀
1795年、リトアニアの大半の地域はロシア帝国へと編入され、ウクメルゲはヴィレイカ県 (Виленская губерния) の一部となった。1812年にロシア軍とフランス軍がウクメルゲ近郊のデルトゥヴァ (Deltuva) で戦った際、ナポレオン・ボナパルトの軍隊がウクメルゲの街を襲った（1812年ロシア戦役も参照）。1831年の11月蜂起では、数ヶ月間反乱軍に占領されていたこともあった。1843年、新たに設置されたコヴノ県 (Ковенская губеpния) の一部となる。1863年、ウクメルゲはロシアに反対して1月蜂起に加わった。1876年、マッチ工場が作られる。1877年、火事により街が焼失。なお、この頃、後にリトアニアの大統領となるアンタナス・スメトナがウクメルゲ近郊のウジュレニス (Užulėnis) にて生まれている。1882年、印刷所が開かれる。1899年、当時禁止されていたリトアニア語による書籍を配ったことを理由に13人が処罰された。

### 20世紀
1918年、リトアニアが独立を宣言すると、ヴィルクメルゲは現在のウクメルゲへと改名した。1919年、リトアニア・ソヴィエト戦争が勃発すると街はボリシェヴィキの軍隊によって占拠されたが、その後すぐにヨナス・ヴァリアコイス (Jonas Variakojis) 率いるリトアニア軍によって解放された。ウクメルゲの戦いでは500人以上のボリシェヴィキの兵士が捕虜として捕らえられた。

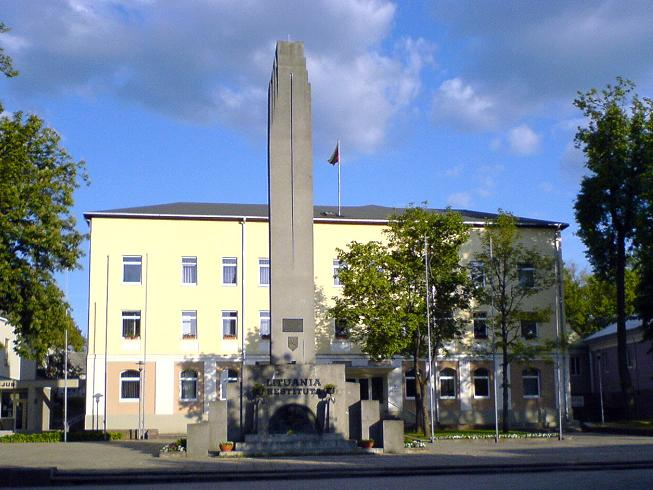
「リトゥアニア・レスティトゥタ 」

1920年、ポーランド軍がリトアニアに侵攻するとヴィリニュス周辺はポーランド領となったが、ウクメルゲはリトアニア領としてとどまった。その後、戦間期には発電所や印刷所、そして120あまりの中小企業ができた。1939年まで、街には5つの新聞が流通していた。1930年、リトアニアの独立10周年を記念して「リトゥアニア・レスティトゥタ」(Lituania Restituta) と称されたモニュメントが建てられた。戦間期にはポーランド学校も開校している。
1940年、ソヴィエトがリトアニアを占領すると、街から人々がシベリアへと追放され始めた。1941年6月22日にナチ・ドイツがソヴィエト連邦やその占領地域への攻撃を開始すると、撤退するソ連軍は諜報員に対し120人の囚人を殺害するよう命じた。しかしそのほとんどは逃亡し、実際に殺されたのは8人にすぎなかった。ドイツによる侵略の後、ナチスは街に住んでいた1万人あまりのユダヤ人を一斉検挙し、殺害した。第二次世界大戦中、街の中心部は集中爆撃により破壊された。ソヴィエトがリトアニアを再占領してから数年間、ウクメルゲの人々はレジスタンス運動を展開した。シベリアへの追放は続いた。1950年にはリトアニアの独立を記念するモニュメントが破壊された。なお、このモニュメントは1990年、リトアニアが独立回復宣言する前であったにもかかわらず、再び市によって建てられている。1964年頃、フルシチョフの指示のもと、ウクメルゲ近くの森にR-12 ドヴィナ（別名: SS-4）というソ連の地対空ミサイルの基地が2つ作られた。それぞれ4つの発射台を備えており、ミサイル格納施設（ハンガー）やその他の建物は半分地下に埋められていた。この基地については1987年に米ソ間で調印された中距離核戦力全廃条約でも言及されている。ソ連が崩壊した現在は一般市民でも自由に立ち寄ることができる。

## 人口
- 1823年 - 4,100人
- 1897年 - 13,500人
- 1923年 - 10,604人
- 1931年 - 11,365人
- 1939年 - 12,376人
- 1959年 - 14,900人
- 1970年 - 21,284人
- 1979年 - 26,601人
- 1989年 - 30,410人
- 2001年 - 28,759人

## 著名な出身者
- ベン・シャーン - アメリカの画家。ウクメルゲには1990年代初頭に住んでいた。
- アンターナス・スメトナ - リトアニア共和国大統領（在任: 1919年 - 1920年、1926年 - 1940年）。ウクメルゲ近郊ウジュレニス (Užulėnis) で生まれた。
- テオドラス・オークストリス - 総合格闘家
- Bruno Abakanowicz - ウクメルゲ生まれの数学者
- Alexander Braudo - ウクメルゲ生まれの作家
- Yisroel Aharon Fracht - 「Montreal North-End Vilkomir Society」の創立者。1906年にアメリカへ移住し、1919年にカナダへ渡った。
- Chaim Freinkel - 慈善家。ウクメルゲに学校を建設した。
- Leib Gurwicz - ラビ、タルムード研究者。ウクメルゲのイェシーバー（タルムード学院）で学んだ。
- Yosef Shlomo Kahaneman - ラビ、リトアニアの国会議員。ウクメルゲにイェシーバーや孤児院を作った。
- Vida Vencienė - ウクメルゲ生まれのオリンピック金メダリスト。カルガリーオリンピックで金メダル（クロスカントリースキー競技10km）と銅メダル（同5km）を獲得した。
- Zigmas Zinkevičius - リトアニアの言語学者。ウクメルゲで初等教育を受けた。